# Ochthera palearctica
Ochthera palearctica är en tvåvingeart som beskrevs av Clausen 1977. Ochthera palearctica ingår i släktet Ochthera och familjen vattenflugor. Inga underarter finns listade i Catalogue of Life.